# چشمه ثریا
چشمه ثریا در شمالی‌ترین نقطه جغرافیایی ایران (39.7816051747657,44.614455442327966.)بین مرز ایران و ترکیه در استان آذربایجان غربی و از توابع شهرستان ماکو و بخش بازرگان است.
چشمه ثریا چشمه‌ای بزرگ و دیدنی است آب آن بسیار زلال بوده و حتی قابل قایقرانی است. از این منطقه کوه آرارات کاملاً دیده می‌شود، نمای کوه و چشمه زیبایی خاصی به منطقه می‌بخشد.